# Зонтаг, Сьюзен
Сьюзен Зонтаг (англ. Susan Sontag; настоящая фамилия — Розенблатт;  иногда – Сонтаг; 16 января 1933, Нью-Йорк — 28 декабря 2004, Нью-Йорк) — американская писательница, литературный, художественный, театральный и кинокритик, философ, сценарист, режиссёр театра и кино, лауреат ряда национальных и международных премий.

## Биография

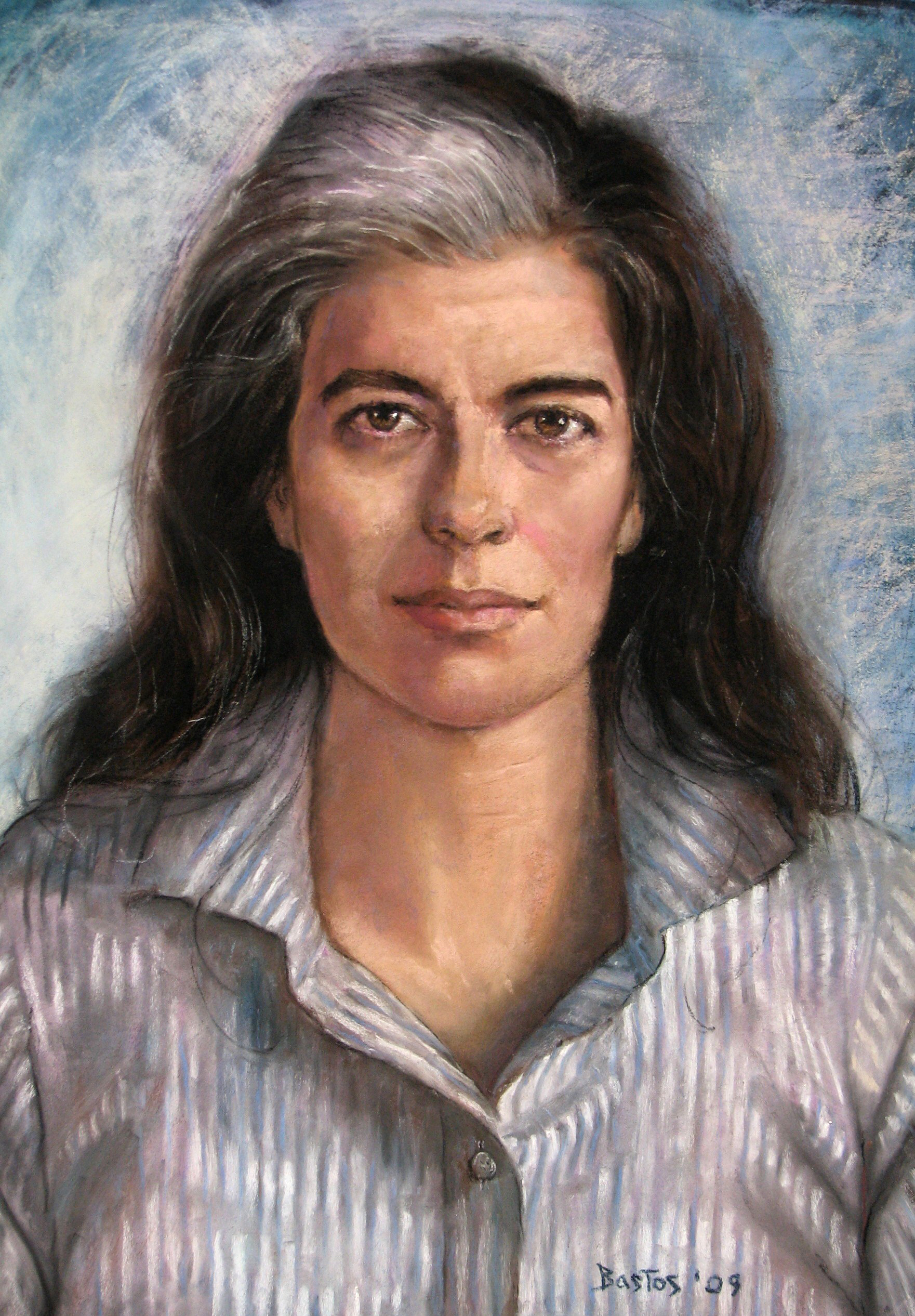
Посмертный (2009) портрет работы Хуана Бастоса

Сонтаг родилась 16 января 1933 года в Нью-Йорке. Её предки — еврейские выходцы из Польши и Литвы, приехавшие в США в XIX веке. Урождённая Розенблатт, она получила фамилию Сонтаг после второго брака её матери. Единственными друзьями её детства были книги.
В 15 лет Сонтаг поступила в университет Беркли (Калифорния) (1948—1949). Окончила Чикагский университет со степенью бакалавра искусств в 1951 году (одним из её преподавателей был Кеннет Бёрк). Здесь же в 1952 году Сонтаг познакомилась с молодым преподавателем-социологом Филиппом Рифом, за которого вышла замуж через 10 дней после знакомства. В том же году у пары родился сын Дэвид, ставший писателем и политологом.
Вскоре семья переехала в Бостон, где в Гарвардском университете Сонтаг изучала английскую литературу и работы классических философов. В 1954 году она получила степень магистра философии. В 1957 году, обучаясь в Оксфорде, Сонтаг столкнулась с проблемой сексизма, поэтому вскоре переехала в Париж, где сблизилась с американской интеллигенцией, сплочённой вокруг журнала «Парижское обозрение» (Paris Review). Активно занималась французским кинематографом, философией и много писала.
В 1958 году в возрасте 26 лет Сонтаг вернулась в Америку, развелась с Рифом и стала воспитывать сына одна, отказываясь от финансовой помощи со стороны мужа. В конце 1950-х — начале 1960-х годов преподавала философию в ряде колледжей и университетов США, в том числе и в Колумбийском университете, но в дальнейшем оставила академическую карьеру. В начале 1960-х переехала в Нью-Йорк, приступив к работе редактора в журнале «Комментари» (Commentary).
Вторая половина жизни Сонтаг связана с именем Энни Лейбовиц. Они познакомились в 1989 году на съёмках, роман их прервала смерть Сьюзен Сонтаг от лейкемии в 2004 году, в возрасте 71 года. Именно Лейбовиц принадлежат все последние фотографии Сонтаг, включая посмертную.

## Литературные произведения

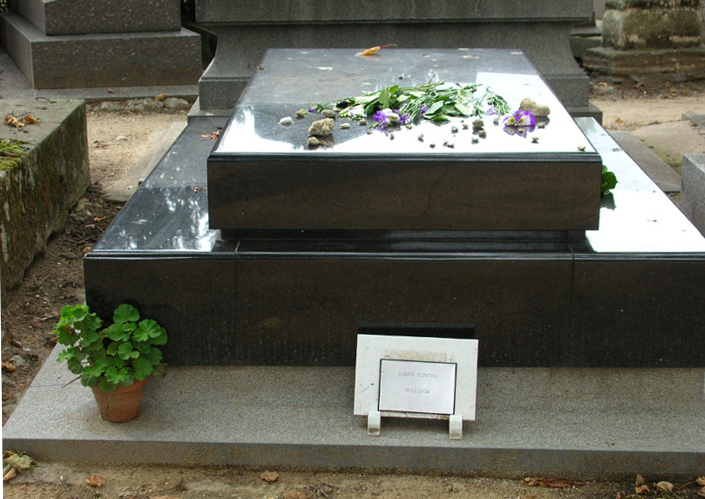
Могила Сьюзен Сонтаг на кладбище Монпарнас

В 1963 году вышел первый литературный роман Сонтаг под названием «Благодетель» (Benefactor), а также несколько статей в престижных американских журналах. Однако известность пришла к писательнице после публикации в журнале «Партизан Ревью» статьи «Заметки о кэмпе» (Notes on Camp, 1964). В этой статье Сонтаг ввела понятие «кэмп» — использование вульгарного и эстетически уродливого материала как выразительного средства. Последовавшие затем два сборника эссе о художественном авангарде Европы и США, этическом смысле крайностей в современной культуре — «Против интерпретации» (Against Interpretation, 1966) и «Образцы безоглядной воли» (Styles of Radical Will, 1969) — упрочили её репутацию. Вскоре вышла одна из наиболее известных книг Сонтаг — «О фотографии» (On Photography, 1977).
Через год Сонтаг выпустила книгу «Болезнь как метафора» (Illness As Metaphor, 1978) и сборник рассказов «Я и так далее» (I, etc.), а затем — ещё один сборник «Под знаком Сатурна» (Under the Sign of Saturn, 1980), посвящённый Иосифу Бродскому. Бродский в ответ посвятил Сонтаг первые «Венецианские строфы». Затем вышел том «Избранное» и была опубликована работа «СПИД и его метафоры» (AIDS and Its Metaphor, 1989).
В 1989 году Сонтаг стала президентом Американского ПЕН-Центра.
В числе её других работ романы «Поклонник Везувия» (The Volcano Lover, 1992, рус. пер. — 1999) и «В Америке» (In America, 1999, рус. пер. 2004, экранизир. Ежи Сколимовским, 2006), книги эссе «Куда падает ударение» (2001), «Глядя на боль других» (2003), «А в это время: эссе и выступления» (2007). Пьеса «Алиса в кровати» (Alice In Bed, 1992) была впервые поставлена только в 2000 году. Совместно с фотографом Анни Лейбовиц Сонтаг издала книгу «Женщины» (Women) (2000).
Кроме того, Сонтаг принадлежат сценарии снятых ею как режиссёром фильмов «Дуэт для каннибалов» (Duet For Cannibals, 1969), «Брат Карл» (Brother Carl, 1971), «Обещанные страны» (Promised Lands, 1974) и «Поездка без гида» (Unguided Tour, 1983). Несколько раз она сама появлялась в кино (в фильме «Зелиг» Вуди Аллена, см. ниже). Также Сонтаг выступала в качестве театрального постановщика: летом 1993 года на сцене Национального театра в осаждённом Сараево она поставила драму Сэмюэла Беккета «В ожидании Годо». В 2010 году площадь перед этим театром была переименована в честь Сонтаг.

## Художественная критика иО фотографии

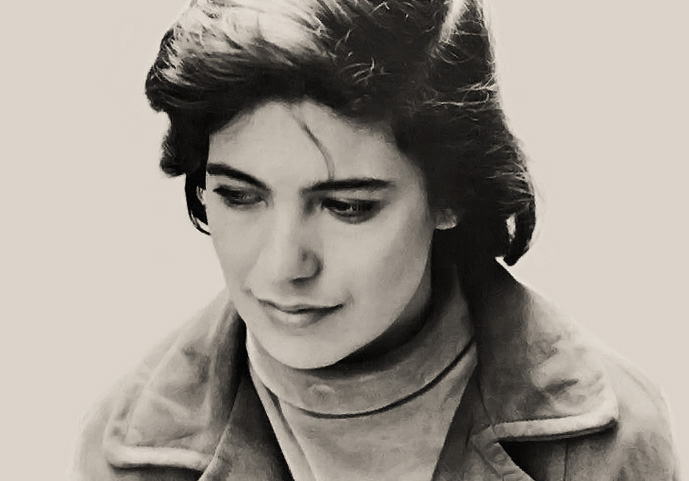
Сьюзен Сонтаг, 1966 год

Художественная критика была центральной формой литературной деятельности Сонтаг. Её можно назвать важнейшим представителем либеральной аналитики, которая соприкасается с пространством академического исследования, но не принадлежит ему. Промежуточное положение между формальным исследованием и литературным произведением делает тексты Сонтаг явлением, связанным с установлением формата аналитической художественной критики как таковой. К важнейшим критическим произведениям Сонтаг относятся Заметки о кэмпе (1964) и Против интерпретации (1966), Смотрим на чужие страдания, сборники эссе О фотографии (1977) и Под знаком Сатурна (1980).
«Сонтаг стала одной из немногих, кто отказался от генетического анализа фотографии: её не интересовали ни преемственность развития стилей, ни условность школ, ни последовательность технических нововведений. Тот же принцип она использовала и в других своих эссе: её интересовало то, что ускользнуло от всеобщего внимания — периферийное, второстепенное, забытое» — отмечает искусствовед Екатерина Васильева. Принципиальная характеристика её критических работ — обращение к материалу второстепенному с точки зрения классического искусствознания. Круг её вопросов — теория фотографии, мода, «ещё не опознанные» и принципиально неопознаваемые темы, массовый вкус, этика и особенности документального изображения. Одной из центральных тем в критических работах Сьюзен Сонтаг остаётся фигура трагического.

## Премии и награды
Сьюзан Сонтаг — лауреат многих премий и обладатель почётных званий. За книгу «О фотографии» Сонтаг была присуждена Национальная премия кружка литературных критиков в области критики (1978). В Италии она была награждена премией Курцио Малапарте (1992). Дважды она награждалась французским Орденом искусств и литературы (1984, 1999). Избиралась в Американскую академию искусств и литературы (1993). Была удостоена Иерусалимского приза (2001) и премии мира (2003), самой престижной в Германии литературной премии — Премии мира немецких книготорговцев (Франкфурт-на-Майне, 2003), присуждаемой Биржевым союзом немецкой книготорговли за «выступление за достоинство свободной мысли».
Её карьера романиста достигла расцвета, вместе с присуждением Национальной книжной премии США историческому роману «В Америке» (1992) в 2000 году. Последней прижизненной наградой стала международная литературная премия принца Астурийского, которую она получила вместе с исламской феминисткой Фатимой Мернисси (2003). Её последней книгой было исследование «Глядя на боль других» (Regarding the Pain of Others).
Умерла Сьюзен Сонтаг 28 декабря 2004 года в Нью-Йорке. Похоронена в Париже на кладбище Монпарнас. В марте 2005 в Нью-Йорке прошёл концерт её памяти, на котором играли струнный квартет Брентано и британская пианистка Мицуко Утида.

## Написание фамилии
В русскоязычных источниках фамилия Зонтаг передаётся двумя основными способами: «Зонтаг» и «Сонтаг». Оба варианта исторически обоснованы, но их употребление менялось с течением времени.

Можно выделить два фактора, из которых выходит различие в написании фамилии в разное время: этимологический и транскрипционный. Фамилия имеет немецкое происхождение (от нем. Sonne — «солнце», Tag — «день») и была получена писательницей от отчима, Натана Зонтага (Nathan Sontag), еврея-эмигранта из Австро-Венгрии. В немецком языке начальный звук произносится как звонкий [z], что соответствует русскому «з». Впрочем, в английском языке, родном для Сьюзен Зонтаг, начальный звук в Sontag произносится как глухой [s], что привело к появлению варианта «Сонтаг». Наиболее употребляемым сейчас является вариант «Сонтаг» в том числе из-за издания книг Зонтаг под таким написанием издательством Ad Marginem.

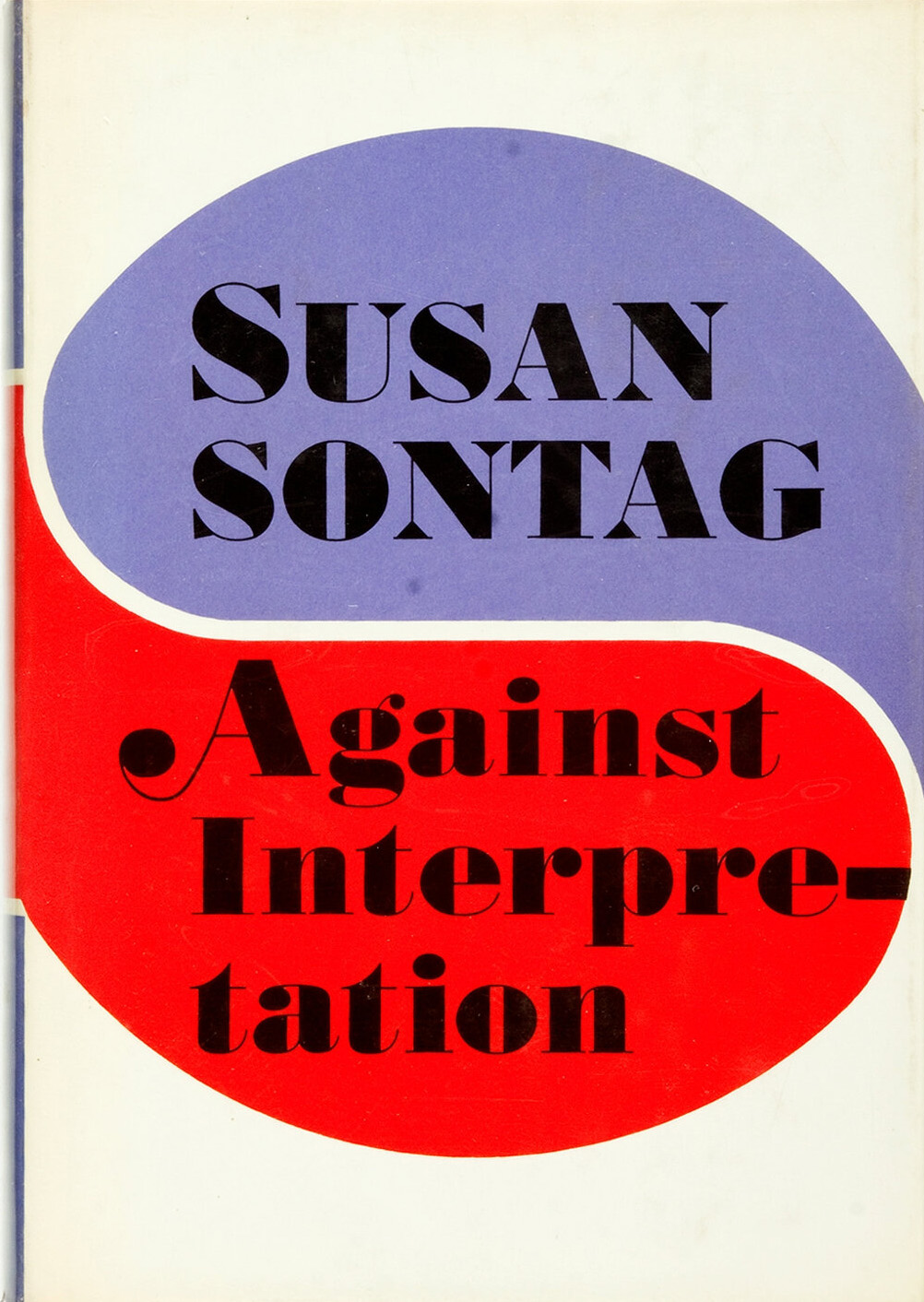
Первое издание «Против интерпретации»

## Цензура и запреты
В 2025 году, в рамках анти-ЛГБТ-кампании в ходе вторжения в Украину, российская полиция провела обыск и оштрафовала петербургский магазин книг «Подписные издания» на 800 тысяч рублей из-за продажи им книг с «ЛГБТ-пропагандой». Среди них — «О женщинах» и «Против интерпретации и другие эссе» Сьюзен Зонтаг.

## Сьюзен Зонтаг на экране (избранные фильмы)

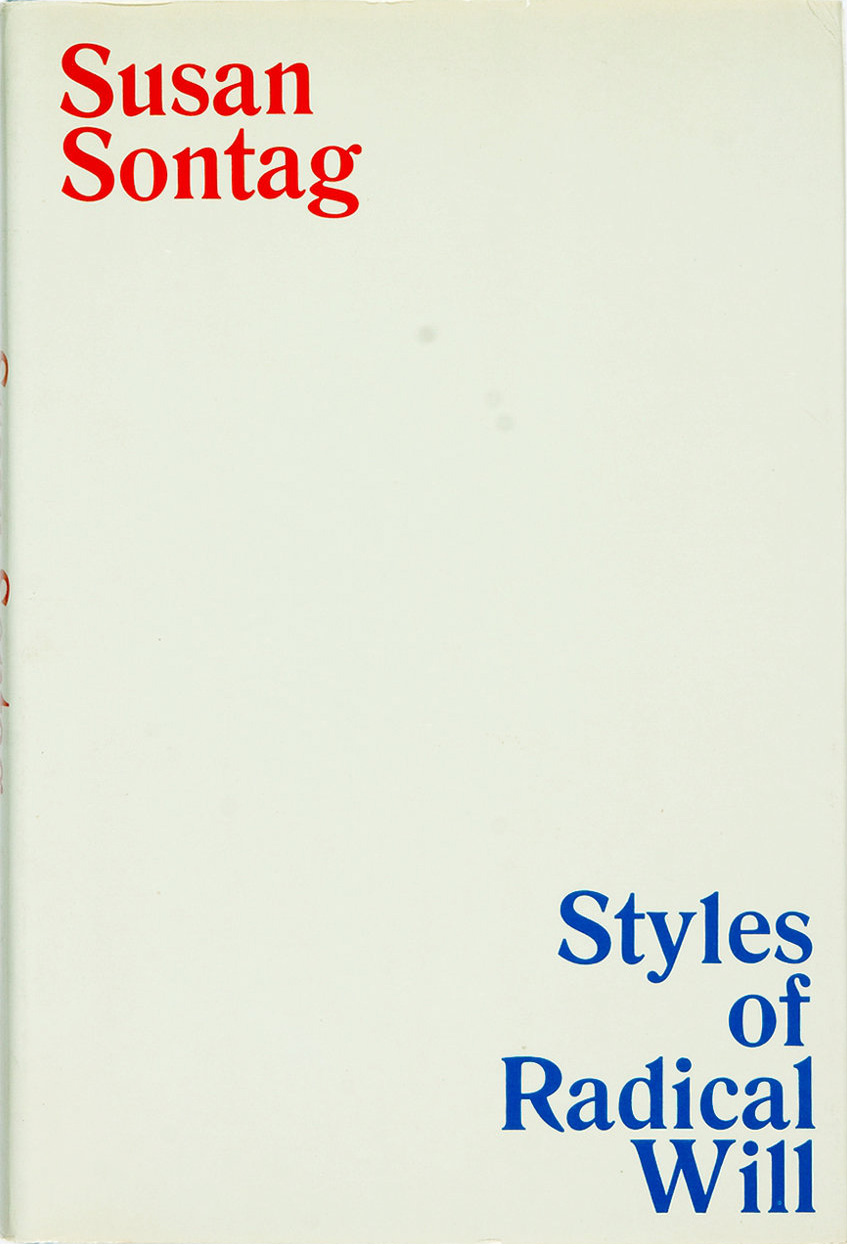
Обложка книги «Образцы безоглядной воли»

- Galaxie (1966, Грегори Маркопулос, документальный)
- Vive le cinéma (1972—1973, документальный телесериал)
- Town Bloody Hall (1979, Крис Хегедюш, Д. А. Пеннебейкер, документальный)
- Зелиг (1983, Вуди Аллен, камео)
- Mauvaise conduite (1984, Нестор Альмендрос и Орландо Хименес Леаль, документальный)
- Do Not Enter: The Visa War Against Ideas (1986, Роберт Рихтер и Кэтрин Уорноу, документальный)
- Поэт вспоминает / The Poet Remembers (1989, Ян Немец, телевизионный документальный)
- Joseph Cornell: Worlds in a Box (1991, Марк Стоукс, телевизионный документальный)
- Campus, le magazine de l'écrit (2001—2006, документальный телесериал, эпизод 2003)
- Die Liebhaberin des Vulkans — Mit Susan Sonntag in New York (2003, Бригитта Асхофф, телевизионный документальный)
- Абсолютный Уилсон / Absolute Wilson (2006, Катарина Отто-Бернштейн, документальный)
- Германия 09 (2009, коллективный проект, в эпизоде Неоконченное, реж. Николетт Кребиц, роль Сонтаг исполнила Ясмина Табатабай)
- Зонтаг (2025, Керстен Джонсон)

## Интервью, дневники, записные книжки
- Poague L.E. Conversations with Susan Sontag. Jackson: University Press of Mississippi, 1995
- Reborn: journals and notebooks, 1947—1963 / David Rieff, ed. New York: Farrar, Straus and Giroux, 2008